# Iglu & Hartly
Iglu & Hartly sind eine fünfköpfige kalifornische New-Wave-/Hip-Hop-Band. 

## Werdegang
Gegründet wurde sie von den drei Studenten Anderson, Martin und Katz an der University of Colorado in Boulder. Sie zogen nach Kalifornien, wo sich ihnen Schlagzeuger Rosiles aus Chicago und Bassist Boucher aus Los Angeles anschlossen. Über 200 Auftritte absolvierten sie, bevor sie ihren ersten Plattenvertrag bei einem britischen Label unterschrieben. 
Im Juni 2008 erschien ihre Debütsingle Violent and Young. Kurz darauf wechselten sie zum größeren Mercury-Label. Ihre zweite Single In This City erreichte im September 2008 Platz 14 der UK-Charts.

## Bandmitglieder
- Jarvis Anderson: Sänger, Keyboard
- Sam Martin: Sänger, Keyboard
- Simon Katz: Gitarre
- Luis Rosiles: Schlagzeug
- Michael Boucher: Bassgitarre

## Diskografie
Alben
- & Then Boom (2008)

Singles
- Violent and Young (2008)
- In This City (2008)